# Geoffrey Chaucer
Geoffrey Chaucer (London, 1343 (?) – London, 1400. október 25.) az első angol nyelven alkotó költő, filozófus, bürokrata, diplomata.

## Élete

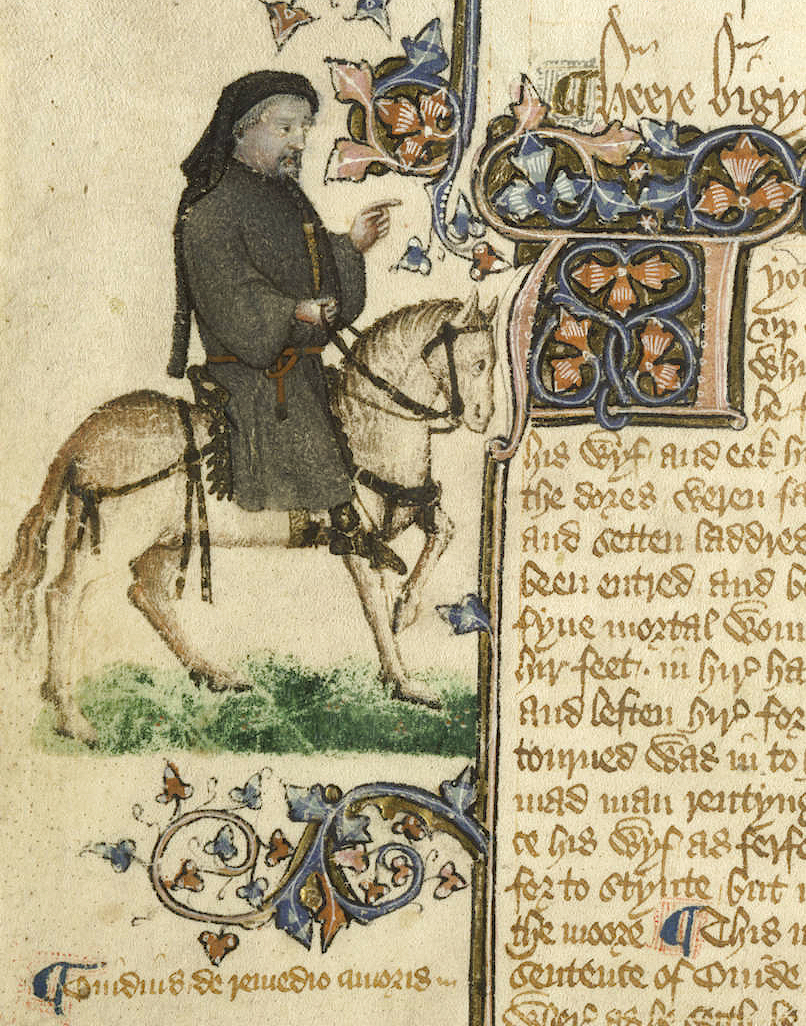
Chaucer a Canterbury mesék kéziratában

Édesapja jómódú borkereskedő volt. Polgári származásából eredően megengedhette magának, hogy magas fokú oktatást kapjon. Miután felcseperedett, beházasodott egy nemesi családba. Több ízben járt külföldön. Tetemes időt töltött Itáliában. Itt ismerkedett meg az elhunyt Dante, az élő Petrarca és Boccaccio írásaival. Folyékonyan beszélt latinul, de jól megtanult olaszul is, így felismerte, hogy nemcsak az egyház és a jog latin nyelvén, de más nyelveken is alkothatók nívós irodalmi művek. Amikor írni kezdett, elsősorban a köznépnek szánta műveit, így angolul írt a latint nem ismerő publikum számára. Eközben boldog házasságban élt nemes feleségével, egészen 56 éves koráig. A legnagyobb nyomorból is sikerült kivergődnie.
Korának neves személyisége volt, akinek megítélése nagyon megosztotta a közvéleményt. Több munkájában – így a Canterburyi mesékben is – negatív képet festett mind a koronáról, mind az egyházról, ezért Thomas Arundel canterburyi érsek már 1397-ben eretnekséggel vádolta, és kérvényezte a koronától, hogy hivatalosan is perbe foghassa, aminek eredményeként valószínűleg máglyára ítélték volna.
II. Richárd többször is különféle állami hivatalokba:
- vámügyi főtisztviselővé,
- a középítkezések felügyelőjévé stb.

nevezte ki, majd tanácsadóinak egyikévé választotta. Meghalnia is alighanem emiatt kellett; nagyjából II. Richárd bukásával és IV. Henrik hatalomra kerülésével egy időben tűnt el. Tisztázatlan körülmények között hunyt el; valószínűleg meggyilkolták.
Sírja a Westminsteri apátságban, a Poets cornerben (A „költők sarkában”) található, ezzel a felirattal: „Az angol irodalom atyja”.

## Munkássága
Írásaiból kitűnik rendkívüli műveltsége, szatirikus humora és lényegre törő, mesteri jellemábrázoló ereje.
Alig volt húszéves, amikor franciáról angolra fordította Rózsa-regényt. Huszonöt évesen írt elégiája, A hercegnő könyve teljes egészében ránk maradt. Korai korszakából még két töredéket ismerünk: A hírnév házát és A madarak törvényszékét – bár nem bizonyos, inkább csak feltételezés, hogy ezeket a szatirikus históriákat Chaucer írta.
Meghonosította a költészetben a Chaucer-stanzának is nevezett, ababbcc rímképletű, ötös hangsúlyos, hétsoros jambusokban írt versformát.
A legkerekebb és legérdekesebb, teljes terjedelmében ránk maradt műve a Troilus és Cryselde, ami Shakespeare Troilus és Cressida című művének is a forrása lett. Bámulatos jellemábrázolása miatt sokan ezt tartják művészete csúcsának.

## Canterburyi mesék
A Canterbury mesék Chaucer legismertebb műve, amit remekműnek tartanak. Számtalan fordítása és értelmezése jelent meg. (E mű alapján forgatta Pier Paolo Pasolini 1972-ben azonos című nagy nemzetközi sikert aratott filmjét.) Több helyütt is hasonlít Boccaccio Dekameronjára, pedig Chaucer sohasem olvasta az itáliai mester művét.
A mű alaptörténete: 30 zarándok tart Canterburybe. Elhatározzák, hogy jövet is, menet is mindegyikük elmesél két-két mesét, anekdotát vagy szomorú történetet. Ezekből a történetekből Chaucer csak 24-et fejezett be, mert 1400-ban eltűnt. Az elbeszélések nyelvezete sokféle: van közöttük tragikus és komikus, van szerelmes és kalandos, van magasztos, választékos nyelvű és van néhány kifejezetten trágár, vagyis az egész sorozat nem is egy mű, hanem egy sok műfajú versfüzér.

## Két példa Chaucer jellemábrázolására
A molnár
Ful byg he was of brawn, and eek of bones.

…He was a janglere and goliardeys,

And that was most of synne and haroltries.
„…nagycsontu, inas, jegenye-magas; 

..nagyhangubb tréfamester nincs is talán; 

főleg trágár tréfákon csámcsogó.”
A lovag
…though that he were wohrthy, he was wys,

And of his port as meeke as is a mayde,

He nevere yet no vileynye ne sayde

In al his lyf unto no maner wight,

He was a verray, parfit gentil Knyght.
„…híres és bölcs is volt e férfiú,

nem jámborabb egy gyönge szűsz maga;

soha nem volt egy becstelen szava,

az illem határán túl sese ment,

tökéletes lovag volt, annyi szent.”

## Magyarul
- Canterbury mesék; ford. Benjámin László et al., szerk., bev., jegyz. Lutter Tibor; Franklin, Bp., 1950
- Canterbury mesék; ford. Kormos István, életrajz, jegyz. Ruttkay Kálmán; Móra, Bp., 1959 (A világirodalom gyöngyszemei)
- Troilus és Cressida; ford., előszó Képes Júlia; Kozmosz Könyvek, Bp., 1986 (A világirodalom gyöngyszemei)
- Canterbury mesék; ford. Benjámin László et al., utószó Nádasdy Ádám, jegyz. Vajda Miklós, Ferencz Győző; Európa, Bp., 1987 (A világirodalom klasszikusai)
- Harmónia és életöröm. Válogatás Petrarca, Boccaccio és Chaucer műveiből; Interpopulart, Szentendre, 1993 (Populart füzetek)
- Madárparlament; ford. Németh Gergely Dániel, 2013